# El Día de Granada
El Día de Granada fue un periódico español editado Granada entre 1986 y 1987.

## Historia
Fundado en 1986; sucesor del desaparecido Diario de Granada —reutilizaba su maquinaria y parte de su antigua redacción—, al igual que su antecesor se mantuvo cercano al PSOE. Publicó su primer número el 13 de marzo de 1986. Como director del periódico estaba José Luis Moreno Codina, antiguo responsable de deportes en Diario de Granada. Sin embargo, el diario tendría una vida muy corta. Víctima de los problemas económicos, El Día de Granada dejó de editarse en septiembre de 1987.